# Serrat Llarg (Su)
El Serrat Llarg és una serra amb una elevació màxima de 791 msnm proper al poble de Su i que és part del límit administratiu entre els municipis de Pinós i de Riner, a la comarca catalana del Solsonès.